# マウリツィオ・ガウディーノ
マウリツィオ・ガウディーノ（Maurizio Gaudino, 1966年12月12日 -）は、ドイツ出身の元サッカー選手。ポジションはMF(攻撃的プレーメーカー)であった。息子はサッカー選手のジャンルカ・ガウディーノである。

## 経歴
VfBシュトゥットガルトではユルゲン・クリンスマン、ギド・ブッフバルトらと共にチームの中心選手としてプレーし、1988-89シーズンにはUEFAカップ決勝に進出、第1戦では得点を挙げたが、ナポリに競り負けて準優勝に終わった。1991-92シーズンにはブンデスリーガ優勝に貢献した。
1994-95シーズン、フランクフルトの監督との諍いから、マンチェスター・シティFCにレンタル移籍、優れたテクニックを見せるなど、すぐにチームにフィットしてファンからの人気を得た。25試合で4ゴールを決めるなど、誰もが契約の延長を望んだが、監督交代が影響して僅か1シーズンでチームを離れた。
ドイツ代表には1993年にデビュー、1994年のワールドカップのメンバーに選出されたが、1試合も起用されずに終わった。

## 代表歴

### 出場大会
- ドイツ代表
  - 1994 FIFAワールドカップ

### 試合数
- 国際Aマッチ 5試合 1得点（1993年-1994年）[6]

| ドイツ代表 | 国際Aマッチ | 国際Aマッチ |
| 年         | 出場        | 得点        |
| ---------- | ----------- | ----------- |
| 1993       | 3           | 0           |
| 1994       | 2           | 1           |
| 通算       | 5           | 1           |

## タイトル

### クラブ
VfBシュトゥットガルト
- ブンデスリーガ : 1991-92
- DFLスーパーカップ : 1992

### 個人
- キッカーベストイレブン : 1991-92